# 凌晓雨
凌曉雨是格鬥遊戲铁拳系列中的人物，也是日本2011年的動画电影《鐵拳：血之復仇》主角之一。設定為中國人，擅長八卦掌、劈掛拳等各種中國拳法。劇場版配音員是坂本真綾。

## 介紹
初次登場於《鐵拳3》。早前跟隨外祖父王椋雷習武，並從椋雷打聽三島平八的故事，因此對三島財閥感到興趣。為了追踪三島財閥，於是去到日本，就讀三島財閥旗下學校「三島高專」二年B班，跟莉莉、飛鳥是同學，喜歡豹王二世。經常「差點」遲到（每次到學校都只剩幾秒到遲到的極限），此外每次在體育課都會打壞器材（因為老師說可以讓她「盡情活動」），令身為體育老師的巖龍頭痛不已。根據劇場版的說法，整修體育館要三千萬日幣。
性格天真爛漫且做事情時十分亂來，常讓身為寵物兼保鏢的熊貓擔心不已。
上學的交通工具是騎熊貓。

## 基本資料
- 名稱：凌曉雨
- CV：冬馬由美（鐵拳3~鐵拳6BR、鐵拳 3D 精華版、街头霸王 X 铁拳）、坂本真绫（鐵拳：血之復仇、鐵拳雙打大賽2、穿越领域计划、鐵拳7至今）[1][2]
- 國籍：中國
- 年齡：16（鐵拳3）、18（鐵拳4至7）、19（鐵拳8）
- 身高：157cm
- 愛好：遊樂園、叉燒包、豆沙包、燒賣、北京烤鴨、章魚燒
- 討厭：數學老師、惡魔基因
- 親友：王驚雷（遠戚）、豹王二世（友）、亞莉莎‧伯斯科諾維奇（友）、熊貓（友）
- 職業：三島高專、京國高的學生/G集團特務（暫時，後與G集團決裂）

## 格鬥模式
使用以八卦掌、劈卦掌為主的中國拳法。更可以藉由自己的嬌小身材，將身體壓低做出強力攻擊的「鳳凰招式」。

## 經歷

### 鐵拳3
希望讓自己有一座遊樂園而接近三島平八，跟熊貓移居到日本，並與風間仁相遇（三島高專是五年制的學校）。鐵拳大會後風間仁行蹤不明。

### 鐵拳4
接到一封寄件人不明的電子郵件，而那封郵件是用來告知她危險的，曉雨確信這封信是仁寄來的，便參加鐵拳4

### 鐵拳5
鐵拳4大會之後，從吉光那裏聽說了三島家的歷史，並知道了平八被三島一八推下懸崖的事件。而後來與一個自稱發明了時光機器、自稱天才博士的老人相遇，為了籌措開發資金、也為了想見平八而參加鐵拳5。

### 鐵拳6
為了拯救深陷於惡魔因子的仁而參加大會

### 鐵拳：血之復仇
在劇場版中被巖龍叫到校長室說明退學的事情（除了上述的整修體育館之外，上次曉雨的考試成績完全不及格）並接受G集團安娜‧威廉斯的委託，潛入京都國際高校（京國高）去調查名叫「神谷真」的少年。
轉學到了京國高的曉雨，正想著如何與神谷真見面時，迎面撞上了一位俄羅斯籍少女亞莉莎‧伯斯科諾維奇。正當曉雨從地上爬起時，她聽到了一聲「掉下來了」就看到神谷從學校的校舍上跳下，曉雨雖然救了他，但神谷完全沒有感謝，反倒說自己是腳滑了一下才掉下來的。之後，亞莉莎告訴曉雨這已經是神谷第二次跳樓，第一次是她救了神谷的。
神谷在跳下來的時候遺落了他的徽章，所以曉雨潛入男子宿舍命進去神谷的房間調查，她得知了神處曾經就讀三島高專，而且跟風間仁是朋友。但卻被同時前進來的亞莉莎發現，情急之下只好在不驚動任何人的情況下把亞莉莎帶離男子宿舍。後來跟亞莉莎解釋自己為何會進入神谷的房間用「喜歡他」為理由，出乎意料的是亞莉莎原來暗戀神谷。
後來從安娜的口中問出了神谷真是世界首創萬能細胞「M細胞」的關鍵人物，以及他是「不死之身」的曉雨，認為這是可以接近風間仁的機會，便加緊調查。而亞莉莎跟曉雨說神谷參加了學校舉行的帥哥大賽，正當轉播到神谷時，畫面卻出現神谷疑似被綁架的畫面，當兩人來到轉播室卻發現裡面沒人，神谷應該早就被綁走了，聽到這件消息的亞莉莎卻開始攻擊曉雨。曉雨回到在京都的住所時，發現亞莉莎是「進口」來日本的，而安娜以為曉雨要竊取資料，便勒住她的脖子並命令曉雨明天要把亞莉莎幹掉。
隔天，兩人展開了戰鬥，看到亞莉莎的頭部掉下來並爆炸的曉雨，知道了亞莉莎原來是戰鬥機器人的事實，亞莉莎更從雙手伸出電鋸攻擊，在曉雨被亞莉莎擊倒在地時，亞莉莎偵測到了高熱源反應，九街的舊遭導以安娜為首的G集團戰鬥直升機的轟炸。
曉雨看倒亞莉莎被安娜的手下攻擊，出手救了亞莉莎，並且跟G集團正式決裂。在身為曉雨寵物兼保鑣的熊貓的即時相救下，亞莉莎便打開背後的噴射羽翼協助曉雨跟熊貓離開。
正躲避搜索的曉雨與亞莉莎互相和解，正擔心會被G集團的搜索隊找到，卻走來了一個意想不到的人物，京國高的歷史老師，李超狼。李超狼將兩人安置載客房後，讓她們自由使用客房的設施。亞莉莎載客房內跟曉雨提到自己是三島財閥的妮娜‧威廉斯派來調查神谷真的，因此兩人推斷出綁架神谷的不是三島財閥，也不是G集團，而亞莉莎的網路連線被妮娜切斷，而無法搜索相關資料，後來妮娜恢復了亞莉莎的連線，亞莉莎便查出許多資料，並且發現G集團的人馬正朝豪宅這邊過來，既帶著曉雨逃離到三島高專。
曉雨從神谷真的房間裡拿出了放在神谷真跟風間仁合照下面的那張照片，對裡面的神谷真的號碼「78M」覺得好奇，兩人潛入三島高專，並找到了拍攝該照片的地方。曉雨憑著直覺找到了神谷真的資料，發現了明明已經死亡的三島平八的簽名，裡面的照片中黑板有被擦掉的「幕達雷（意指突變人）實驗」的字跡，曉雨就發現了之前的三島高專安及神秘失蹤案件唯一的生還者神谷真是幕達雷實驗的成功品，所以他才會有所謂的「不死之身」。
後來，曉雨跟亞莉莎就到了她們認為神谷最可能出現的地方-京都城（木人展會場），就看到了神谷坐在那裡面，結果風間仁從一側走了出來，三島一八從另一側走了出來，連被認為已經死亡的三島平八也從廉幕後現身。平八做出幕達雷實驗的目的是為了得到三島一族血中的惡魔因子的絕對力量，所以才利用神谷真將一八與仁引誘出來，但是神谷真卻別有盤算，他打算造就這個局面來幫助自己殺死平八，但卻被平八所殺
「仁，接下來就拜託你了…」
奄奄一息的真在曉雨跟亞莉莎的圍繞下，說出了這句遺言便斷了氣。而仁、一八、平八就開始了他們父子三代的決鬥，以利殺見到情況不面，便趕緊將曉雨帶開。當平八被打到京都城的最底層時，變身為惡魔的一八就要求仁展現出自己惡魔之血的力量，亞莉莎見到仁處雨劣勢就檔在一八面前，卻被仁設定為待機模式，然後被一八用腳踩成兩半，曉雨見此情形難過的掉下淚水，就憑著自己的力來保護亞莉莎的上半身。
後來惡魔化的仁取回了理智，將一八打敗後，平八卻解開了京都地母神「木人」的封印，自己操作由京都城的木材以及許多木人行長的巨大人形，仁也差點被平八打敗，曉雨也快要絕望了。
「人類…乾脆全部滅亡算了！」想著「這種戰鬥有什麼意義」的曉雨在悲憤中吐出了這句話，淚水也滴到了亞莉莎的臉頰。
「不能這樣說啊，曉雨…因為我很喜歡曉雨跟大家…」
因為曉雨的淚水而暫時啟動電路的亞莉莎說出了這句話，便用盡全身的力氣，將手臂變成「超級火箭飛拳（亞莉莎幫自己的必殺技取的名字）」發射出去，讓平八分神，而讓仁有機會將平八解決掉。後來，仁解除了亞莉莎的待機模式，並且讓她跟曉雨在一起。
劇情最後曉雨跟亞莉莎一起坐在公園聊天時，剛好提到了鐵拳大會，便跟亞莉莎相約一起去參加。

## 好友
- 豹王二世
- 亞莉莎‧伯斯科諾維奇
- 熊貓（寵物兼保鏢）

## 註解
1. ↑  .   [2013-04-13]. （原始内容存档于2013-06-21） （日语）.
2. ↑  .   [2013-04-13]. （原始内容存档于2013-04-21） （日语）.